# Brunei-Muara
Brunei-Muara är ett distrikt i Brunei. Det ligger i den nordöstra delen av landet. Antalet invånare är 279 924. Arean är 571 kvadratkilometer.
Terrängen i Brunei-Muara är huvudsakligen platt, men söderut är den kuperad..
Brunei-Muara delas in i:
- Berakas A
- Berakas B
- Burong Pinggai Ayer
- Gadong A
- Gadong B
- Kianggeh
- Kilanas
- Kota Batu
- Lumapas
- Mentiri
- Pengkalan Batu
- Peramu
- Saba
- Sengkurong
- Serasa
- Sungai Kebun
- Sungai Kedayan
- Tamoi

Följande samhällen finns i Brunei-Muara:
- Bandar Seri Begawan
- Muara

I Brunei-Muara växer i huvudsak städsegrön lövskog.